# Littérature mauricienne anglophone
Vous pouvez aider à l'améliorer ou bien discuter des problèmes sur sa page de discussion.
- Il peut contenir un travail inédit ou des déclarations non vérifiées. Vous pouvez l’améliorer en ajoutant des références. (Marqué depuis décembre 2016)

Vous pouvez aider à l'améliorer ou bien discuter des problèmes sur sa page de discussion.
- La traduction est incomplète. (Marqué depuis décembre 2016)

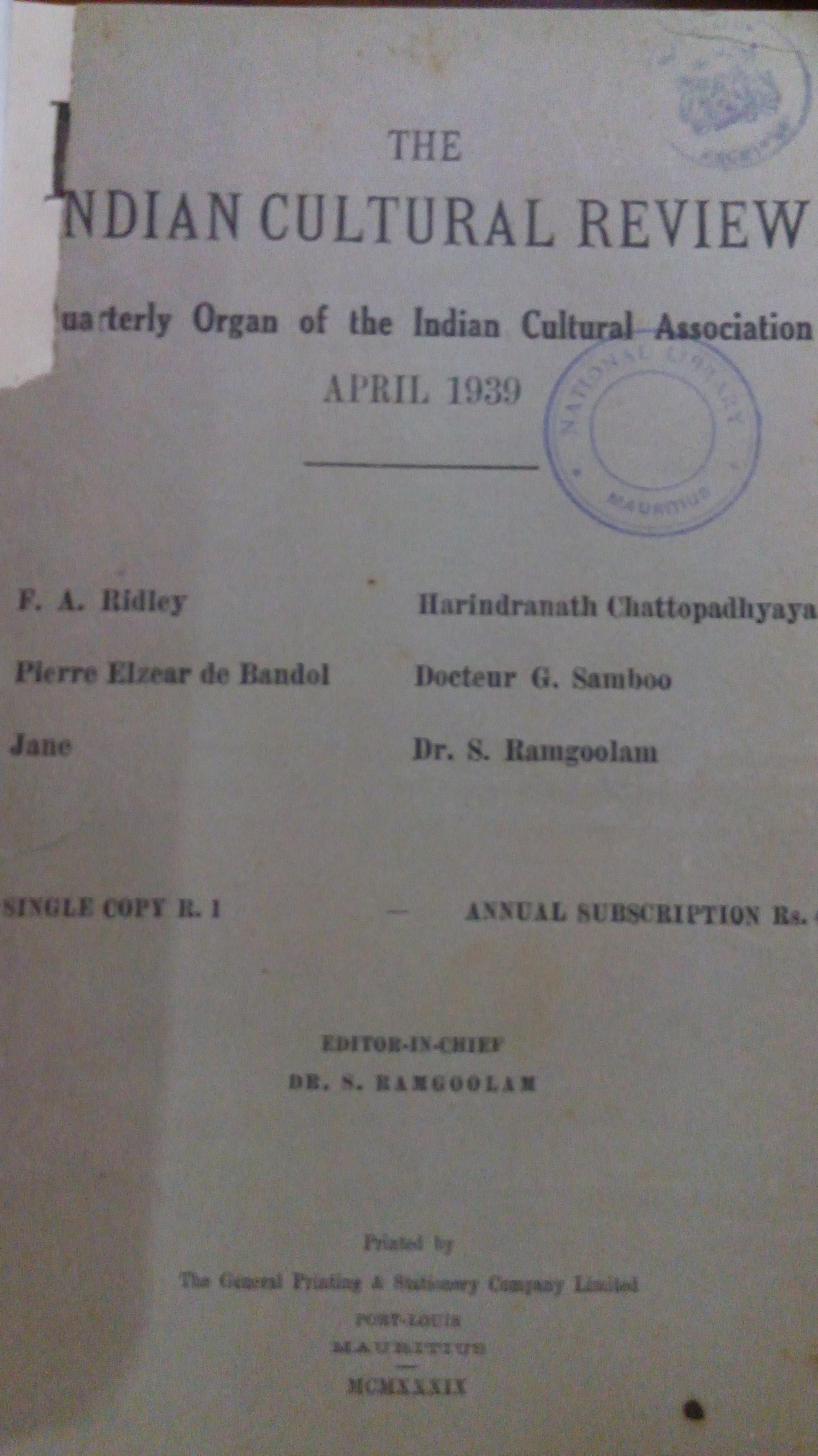

Vieille de deux siècles, la littérature mauricienne existe en plusieurs langues.
En effet, il existe une littérature mauricienne d’expression française, une littérature mauricienne d’expression créole, une littérature mauricienne d’expression hindi, entre autres.
Cet article sera basé sur la littérature mauricienne d’expression anglaise, peu nombreuse et peu étudiée.

## Histoire
L’île Maurice a connu une double colonisation importante : la colonisation française de 1715 à 1810 et la colonisation britannique de 1810 à 1968. Ces bouleversements politiques, en particulier, la reprise de l’île par les Anglais, ont amené des changements dans la vie sur l'île mais aussi dans la littérature mauricienne. Comme le souligne Vicram Ramharai : « Pour la minorité des ex-colons français, cette seconde colonisation ressemble à celle qui a eu lieu au Canada où justement les colons français ont été colonisés à leur tour. »
Jean-Georges Prosper dans son Histoire de la littérature mauricienne de langue française offre une analyse approfondie de l’histoire de l’imprimerie et une analyse de certains auteurs mauriciens et de quelques œuvres d'expression française dès son tout début.
Il est alors contesté une richesse de la littérature mauricienne. C’est grâce à l’initiative de Pierre Poivre que la première imprimerie voit le jour en 1768 à l’île Maurice, ancienne Ile-de-France. À l’époque, les ouvrages littéraires publiés, sauf exception, étaient à compte d’auteur et par des imprimeries. Il n’existait pas de maison d’édition à Maurice. Il existe aussi pendant la colonisation plusieurs sociétés littéraires dans l’île et la diffusion des œuvres se faisait entre amis. Il faut noter que c’est plutôt sous la colonisation britannique que la littérature mauricienne d’expression française a pris de l’essor, en particulier dans les revues et les journaux. Ainsi, la prise de l'île par les Anglais a créé un désir ardent, chez les colons français, de lutter contre les envahisseurs britanniques. De même « toutes les aires géographiques où l’on évoque une littérature de langue française, Maurice et le Québec sont les seuls pays où cette littérature s’est développée sous la colonisation britannique ». En effet, ce sont les revues qui « ont contribué à maintenir une vie culturelle à un moment où la conception même des maisons d’éditions était inopérante. Il semble que l’unique objectif de ces revues, aussi éphémères soient-elles dans leur existence, ait été de constituer une plateforme pour encourager les talents locaux. Seuls ceux qui maîtrisaient la langue française pouvaient s’y faire publier ». À l’époque, les publications se faisaient aussi, le plus souvent, à compte d’auteur. Il fallait préserver la langue française, et montrer son attachement à la France. Toutefois, le premier texte à être publié en anglais est Fugitive and Miscellaneous Verses in English and French, œuvre d'un auteur anonyme, qui paraît en 1814.
Une autre raison pour laquelle la langue anglaise a pris du temps pour se faire une place importante dans la société mauricienne est plutôt politique. Quel était le principal souci des Britanniques ? En effet, il leur fallait contrôler l’administration, la justice et l’économie. Ce n'est qu'en 1844 que la langue anglaise devient langue officielle. De plus, la majorité des parents d’origine indienne commence à envoyer leurs enfants à l’école qu'au début du XXe siècle, après le passage du Mahatma Gandhi et de Manilal Doctor à Maurice en 1901 et 1907 respectivement. C’est la langue anglaise qui a le plus séduit les écrivains de la communauté indienne à l’époque de la colonisation. La langue anglaise était un moyen pour eux de lutter et de couper le lien avec ceux qui les exploitaient. Autrement dit, les anciens colons français possédaient les terres où leurs semblables étaient exploités et il fallait donc se différencier d’eux et le seul moyen était par la langue : « Azize Asgarally a publié de nombreuses pièces de théâtre dans les années 1950 et 1960 et les romanciers Deepchand Beeharry et Anand Mulloo, dans les années 1960, ont produit des œuvres engagées dans la mesure où ils prônaient la lutte politique pour combattre les injustices contre les Indiens. Un des rares écrivains à écrire en français dans les années 1960 a été Ibrahim Dossa. Les autres refusaient de propager la culture et la langue françaises pour ne pas être identifiés avec ceux-là mêmes qui exploitaient les membres de leur communauté dans les champs de canne et qui dénigraient leur culture en refusant d’accorder une place à leur langue et de reconnaître leur religion dans la société coloniale. Au début des années 1940, une campagne virulente contre les langues indiennes est menée dans la presse écrite contrôlée par les Blancs et les gens de couleur (P. de Sornay, 1943). Ces langues ne pouvaient s’enseigner à l’école pour des raisons pratiques (G. Lefébure, 1949). »
En effet, jusqu’à 1968, le refus d’adopter la langue française comme langue littéraire faisait partie d’un choix politique et idéologique. Le choix portait sur la langue anglaise. Ce n’est qu’après l’indépendance que le français est utilisé par la diaspora indienne « qui l’a accepté comme un héritage de l’histoire au même titre que les autres héritages culturels » : « Les membres de la diaspora indienne sont presque invisibles dans le domaine littéraire avant 1968, surtout en ce qu’il s’agit d’écriture de langue française. Un relevé montre qu’ils ne sont que cinq auteurs à publier en français : Aunauth Beejadhur, A. R. Buxoo, Ashrufaly Bhunnoo, Ibrahim Dossa et Hassam Wachill. Deepchand Beeharry, écrivain de langue anglaise, a écrit deux nouvelles et un roman en français. Et si l’on s’appuie sur le chiffre de 225 concernant le nombre d’auteurs de langue française fourni par J.G. Prosper (1978), il s’avère que les écrivains de la diaspora indienne représentent moins de 3 % du nombre total. »
La langue française continue à s’imposer dans presque tous les secteurs de la colonie britannique et vers la fin du XIXe siècle, l'île Maurice, colonie britannique, n’avait pas encore de vrai projet pour angliciser, par exemple, le système éducatif : « la volonté des Britanniques d’angliciser le système éducatif est timide. […] Dans les années 1840, les Britanniques prennent des décisions qui ont surtout une valeur emblématique : octroi de bourses d’études aux deux candidats ayant le mieux travaillé en anglais et nomination d’un directeur anglais à la tête du Collège Royal. La première décision imposant d’user de l’anglais comme langue d’enseignement est limitée au seul Collège Royal » L’école était pourtant le lieu idéal pour « acculturer » et imposer une langue et une politique. Mais, les Anglais n’obligeaient pas l’utilisation de leur langue aux Franco-mauriciens. La seule raison était d’« éviter d’entrer en conflits avec les francophones ». Lorsque l’anglicisation de l’éducation est soutenue au niveau national, « un compromis linguistique » entre les francophones et les anglophones est obligatoire ; et « à partir de 1890, le français devient une matière obligatoire dès la première année du primaire », tout comme l'anglais. Cependant, avant cette décision d’imposer la langue anglaise, les gouverneurs pouvaient décider comme bon leur semblait sur cette question de l’importance des langues. D’ailleurs, « s’agissant de la question du rapport de force au sein de la société, les historiens affirment qu’il se résume à un conflit entre deux groupes linguistiques dominants que sont les anglophones et les francophones ».

## Démographie[8]
Le tableau ci-dessous, dont les informations ont été tirées du recensement de population de 1962, démontre le nombre d'hommes et de femmes qui habitaient l'île avant l'Indépendance.

### Tableau 1: Population de l'île Maurice
|       | Population Générale | Population Générale | Les Indo-Mauriciens | Les Indo-Mauriciens | Les Chinois | Les Chinois |
| ----- | ------------------- | ------------------- | ------------------- | ------------------- | ----------- | ----------- |
| Année | Homme               | Femme               | Homme               | Femme               | Homme       | Femme       |
| 1846  | 55 663              | 46 554              | 48 935              | 7 310               | 0           | 0           |
| 1851  | 55 059              | 47 768              | 64 282              | 13 714              | 0           | 0           |
| 1861  | 59 796              | 560 680             | 141 615             | 51 019              | 1 550       | 2           |
| 1871  | 49 487              | 48 010              | 141 804             | 74 454              | 2 284       | 3           |
| 1881  | 53 754              | 53 569              | 151 352             | 97 641              | 3 549       | 9           |
| 1891  | 55 397              | 56 120              | 147 499             | 108 421             | 3 142       | 9           |
| 1901  | 52 995              | 55 427              | 143 100             | 115 986             | 3 457       | 58          |
| 1911  | 51 808              | 55 624              | 138 974             | 118 723             | 3 313       | 349         |

### Tableau 2: Instruction en 1962
Les prochains tableaux donnent un exemple de l'alphabétisation en 1952 et en 1962. Le tableau 4 désigne en détail les personnes ayant eu une instruction. Il est noté que les femmes demeurent moins privilégiées que les hommes lorsqu'il s'agit d'éducation. En outre, la communauté ethnique joue aussi un grand rôle lorsqu'il s'agit d'accès à l'éducation. Cela explique, peut-être, le nombre restreint d'hommes et de femmes dans l'écriture et la publication pendant cette période.
| Population totale | Population totale | Alphabète | Alphabète | Ceux qui peuvent lire uniquement | Ceux qui peuvent lire uniquement | Analphabète | Analphabète |
| Homme             | Femme             | Homme     | Femme     | Homme                            | Femme                            | Homme       | Femme       |
| 342 306           | 339 313           | 203 073   | 153 231   | 18 103                           | 19 486                           | 121 130     | 166 596     |

### Tableau 3: Instruction en 1952
|                                                  | Population générale | Population générale | Indo-Mauriciens | Indo-Mauriciens | Chinois        | Chinois       |
|                                                  | Homme (70 370)      | Femme (77 868)      | Homme (171 241) | Femme (164 086) | Homme (10 421) | Femme (7 429) |
| Jamais eu accès à l'éducation                    | 16 429              | 20 262              | 59 134          | 95 642          | 1 154          | 1 451         |
| Éducation (primaire, collège, lycée, université) | 42 855              | 46 690              | 80 932          | 37 805          | 7 665          | 4 454         |

### Tableau 4: Niveau d'instruction en 1952
Le tableau suivant précise le nombre de personnes ayant eu une instruction universitaire et accentue l'inégalité entre l'homme et la femme, et entre les différentes ethnies.
|                                            | Population générale | Population générale | Indo-Mauriciens | Indo-Mauriciens | Chinois | Chinois |
| ------------------------------------------ | ------------------- | ------------------- | --------------- | --------------- | ------- | ------- |
|                                            | Hommes              | Femmes              | Hommes          | Femmes          | Hommes  | Femmes  |
| No education/Pas d'instruction             | 16 429              | 20 262              | 59 134          | 95 642          | 1 154   | 1 451   |
| Lower Primary/Primaire                     | 26 813              | 20 603              | 66 138          | 34 175          | 6 116   | 3 630   |
| Sixth Standard/niveau CM2                  | 7 730               | 8 335               | 9 546           | 2 462           | 711     | 442     |
| Lower Secondary/Collège                    | 5 549               | 7 227               | 4 035           | 1 074           | 651     | 335     |
| School Certificate/niveau brevet           | 1 608               | 1 256               | 646             | 63              | 100     | 35      |
| Matriculation (London University)          | 345                 | 121                 | 379             | 16              | 41      | 3       |
| Higher School Certificate (niveau bac)     | 171                 | 74                  | 61              | 6               | 24      | 5       |
| University degree (diplôme universitaire)  | 157                 | 27                  | 58              | 8               | 13      | 3       |
| Professional diploma/diplôme professionnel | 482                 | 47                  | 69              | 1               | 9       | 1       |

## A la quête des écrits anglophones
Les types d'écrits (revues, journaux, romans, nouvelles et contes en anglais) publiés à Maurice ont été relevés. Certains auteurs sont uniquement mentionnés tel Basdeo Bissoondayal, qui a écrit environ 400 livres en anglais, français, hindi et créole. La liste ci-dessous n'est pas exhaustive, mais elle permet de constater que les écrits en anglais ont une place importante dans la littérature mauricienne.

### Revues/Journaux/Magazines
- 1909 : Envoyé par Mahatma Gandhi, Manilall Doctor lance Hindustani
- 1911 : Le Ārya-Samāj lance le Mauritius Arya Patrika
- 1919 : The Indian Miscellany par l'éditeur Soliman Mohabat
- 1920 : Ramkhelawon Boodhun en collaboration avec Ghanesseesing Kawalessursing lancent The Mauritius Indian Times[11]
- 1939 (vol 2, no 1)-1959 : la revue The Indian Cultural Review

De nos jours, des journaux existent en anglais uniquement : Independent Daily, News on Sunday, Sunday Times...

### Poèmes/Romans/Contes/ Nouvelles
Quelques nouvelles, contes, poèmes se trouvant dans Indian Cultural Review :
- dans le volume de 1939 :
  - Jane, Garden Plots
  - un poème en anglais de Harindranath Chattopadhyaya
- dans le volume de juillet 1940 :
  - A chapter from Boswell's life of Johnson – a parody, par H. R. Vaghjee
  - Traduction de R.E.Hart, A Rabindranath Tagore par RC Wilkinson
- dans le volume d'avril 1941
  - quelques Poems of RC Wilkinson
  - Meri Pujarin, par Jaya Narayan Roy

### Après laDeuxième Guerre mondiale
- Pahlad Ramsurrun, Folk tales of Mauritius (1982)
- Lindsey Collen a publié :
  - des romans : There's a tide (1990), The Rape of Sita (1993), Getting rid of it (1997), Mutiny (2001), Boy (2004), The malaria man and her neighbours (2010)
  - des nouvelles dans la Collection Maurice en anglais et en créole.
- Ramesh Bucktawar a publié :
  - des nouvelles : A Halo of sand (1991) et The Tamarind boy (2000)
  - des romans : Father’s wish (1983), The Sting of the wasp (1994), A Temple of the island (1999) et The Vanishing village(2000)[12]
- Bhageeruthy Gopaul : The changing pattern (1995)
- Sewtohul Goswami : A Modern Pandit and Other Stories (1995)
- Chaya Parmessur : The snake spirit (2002)
- Aujayeb, Anitah, et al. : Mauritian Short Stories (2003)
- Bucktawor Luckeenarainsing : Some Stories of Mauritian Life (2004)
- Hawoldar Shakuntala : Roses are ashes - ashes are roses/Rose de cendre - cendre de roses (2005)

### Recueil de nouvelles depuis 1995
- Revue littéraire - L'atelier d'écriture (2009-2012)
- Collection Maurice[13] (depuis 1995)